# Nasrin Sotoudeh
Nasrin Sotoudeh ou Nasrine Sotoudeh (translittération anglaise : Sotoodeh, persan : نسرین ستوده), née le 30 mai 1963, est une avocate iranienne, spécialiste des droits de l'homme, récipiendaire du prix Sakharov 2012 et du prix Nobel alternatif 2020, et actuellement prisonnière politique en Iran.
À la suite du mouvement de contestation des élections en Iran de juin 2009, elle a défendu des militants et des hommes politiques de l'opposition, ainsi que des prisonniers condamnés à la peine de mort pour des crimes commis lorsqu'ils étaient mineurs et des femmes qui refusent de porter le hidjab.
Sotoudeh est arrêtée une première fois en 2010 pour « diffusion de propagande » et « conspiration mettant en danger la sécurité de l'État », et emprisonnée ; elle est condamnée à 11 ans de prison puis graciée en 2013. Elle est de nouveau arrêtée le 13 juin 2018, et condamnée à 10 ans de prison et à 148 coups de fouet pour . Son emprisonnement fait l’objet d’une mobilisation internationale importante.

## Biographie

### Famille et éducation
Nasrin Sotoudeh est née en 1963 dans une famille iranienne, religieuse et de classe moyenne. Son père est un commerçant sans éducation. Bien qu'elle eût espéré étudier la philosophie à la faculté, et qu'elle ait obtenu la 53e place à l'examen d'entrée universitaire iranien, elle n'eut pas assez de notes suffisamment élevées pour y accéder. C'est ainsi qu'elle finit par étudier le droit à l'Université Shahid Beheshti à Téhéran. Après avoir achevé ses études de droit international, Sotoudeh passa avec succès l'examen du Barreau en 1995, mais dut attendre huit autres années pour obtenir le droit d'exercer sa profession,.
Nasrin Sotoudeh est mariée au graphiste Reza Khandan. Le couple a deux enfants. Nasrin insiste sur le fait que Reza est « réellement un homme moderne », la soutenant et l'aidant dans les épreuves.

### Travail et activités
Nasrin commence sa carrière au contentieux du ministère iranien du Logement. Au bout de deux ans, elle rejoint la section du droit de la banque d'État Tejarat. Pendant ce mandat à la banque, elle est « fortement impliquée dans les affaires légales et les litiges légaux pour bien des affaires que l'Iran a présentées à la Haye », dans son conflit avec les États-Unis lors des « convocations au tribunal de l'Algérie ».
Le premier travail de Sotoudeh dans le domaine des droits de la femme fut le rassemblement d'interviews, de reportages et d'articles pour le journal Dericheh. L'éditeur en chef de publication rejeta le recueil ainsi formé, ce qui ne fit que rendre Sotoudeh « encore plus déterminée dans son travail pour les droits de la femme  ».
En 1995, à 32 ans, elle passa l'examen du Barreau (Kanoon Vokala), obtint ses certificats d'avocate, et devint un des membres les plus actifs du Barreau. Son travail inclut la défense de femmes et enfants maltraités ainsi que la protection des enfants maltraités pour prévenir un retour auprès d'un père violent. Elle croit que bon nombre de ces personnes violentes sont malades ou bien elles-mêmes des victimes passées de mauvais traitements, et qui ont besoin d'une prise en charge professionnelle et médicale. Nasrin espère que les tribunaux feront meilleur usage à l'avenir des spécialistes des enfants ainsi que des psychologues dans le contrôle des cas de maltraitance, afin de mieux protéger les enfants.
Elle s'est chargée de militants renommés et/ou de journalistes tels qu'Isa Saharkhiz (en), Heshmat Tabarzadi (en), Nahid Keshavarz, Parvin Ardalan, Omid Memarian (en), Roya Tolouie, Heshmat Tabarzadi (en) (le leader d'un groupe d'opposition proscrit, le Front Démocratique), ainsi que de nombreuses affaires criminelles et cas de maltraitance d'enfants, qui ont fait beaucoup de bruit,.
Sotoudeh est une proche associée de Shirin Ebadi, prix Nobel de la paix iranienne, qui a appelé à sa libération et a fait part de ses inquiétudes concernant sa santé. Shirin Ebadi a ainsi déclaré : « Madame Sotoudeh fait partie de ces derniers et courageux avocats restants qui ont accepté d'affronter tous les risques pour défendre les victimes des violations des Droits de l'Homme en Iran. » L'ancien président tchèque Václav Havel, ainsi que Zahra Rahnavard, l'épouse du leader d'opposition Mir Hossein Moussavi, ont également appelé à sa libération.
Après sa grâce et sa libération en 2013, elle reprend son métier d'avocate.

## Première arrestation en 2010
Le 28 août 2010, les autorités iraniennes ont dévalisé le bureau de Nasrin Sotoudeh, alors que celle-ci était en train de représenter Zahra Bahrami, une femme à la double nationalité (néerlandaise-iranienne) accusée d'atteintes à la sécurité. Que le raid soit lié à sa cliente est sujet à caution,. Le 4 septembre 2010, les autorités iraniennes arrêtent Mme Sotoudeh elle-même sous les chefs d'accusation de diffusion de propagande et de conspiration mettant en danger la sécurité d'État. Elle est alors emprisonnée dans la prison d'Evin, (au nord de Téhéran).
Amnesty International a rapidement appelé à sa libération, considérant qu'il s'agit d'un « prisonnier de conscience qui est exposé à la torture ou d'autres mauvais traitements ». Selon Associated Press, son arrestation "pourrait être le signal de l'élargissement de la répression en Iran de l'opposition pro-réformes". Mme Sotoudeh, qui est emprisonnée dans la prison d'Evin, serait détenue dans une cellule d'isolement.
Le 25 septembre 2010, elle commence une grève de la faim afin de dénoncer l'interdiction de visites et d'appels téléphoniques de sa famille, dont elle est la victime,. Selon son mari, Mme Sotoudeh met fin à cette grève de la faim quatre semaines plus tard, le 23 octobre. Le 31 octobre, selon la Campagne internationale pour les Droits de l'Homme en Iran, Mme Sotoudeh continue à protester contre sa détention et les maltraitances subies en entamant une grève de la faim sèche (c'est-à-dire le refus non seulement de nourriture, mais également d'eau). Le 4 novembre, ses deux jeunes enfants ont la permission de lui rendre visite en prison pour la première fois. Ils la trouvent en très mauvaise santé, ayant perdu beaucoup de poids. Elle entame une troisième grève de la faim le 17 octobre 2012, pour que sa fille Mehraveh retrouve ses droits à la suite d'une interdiction judiciaire du régime iranien de quitter le pays.
Le 9 janvier 2011, les autorités iraniennes condamnent Mme Sotoudeh à 6 années de prison pour des chefs d'accusation tels que la participation à des « activités mettant en danger la sécurité nationale », ou encore la « propagande orientée contre le régime ». Cette peine est assortie d'une interdiction de pratiquer sa profession et de quitter le pays pour une durée de 20 années. Selon son mari, Reza Khandan, elle aurait déclaré avoir renoncé à une procédure d'appel.
En octobre 2010, la Campagne Internationale pour les Droits de l'Homme en Iran, Human Rights Watch, la Commission internationale de juristes, la Fédération internationale des ligues des droits de l'homme, la Ligue iranienne de Défense des Droits de l'Homme, l'Union internationale des avocats et l'Organisation mondiale contre la torture se sont jointes à Amnesty International dans une déclaration commune dénonçant l'arrestation de Sotoudeh et appelant à sa libération immédiate.
Le 18 septembre 2013, Nasrin Sotoudeh a été graciée et libérée. L'arrivée du nouveau président iranien Hassan Rohani, qui cherche à montrer une image plus ouverte de l'Iran a probablement pesé sur la balance pour la libération de Nasrin Sotoudeh.

En 2015, elle prend la parole dans le film Taxi Téhéran, pour notamment parler des méthodes utilisées par le régime pour lui rendre la vie insupportable, et de sa liberté en trompe-l’œil,: 

« ils font en sorte que nous sachions qu’ils nous surveillent. Leurs tactiques sont évidentes. Ils te créent un casier politique. Tu deviens un agent du Mossad, de la CIA, du MI6… Ensuite, ils ajoutent une affaire de mœurs. Ils font de ta vie une prison. Tu es sorti, mais le monde extérieur n’est plus qu’une grande prison. Ils font de tes meilleurs amis tes pires ennemis. Il te reste à fuir le pays ou alors à prier pour retourner au trou. Donc il n’y a que ça à faire : ne pas s’en faire ! »

## Seconde arrestation en 2018

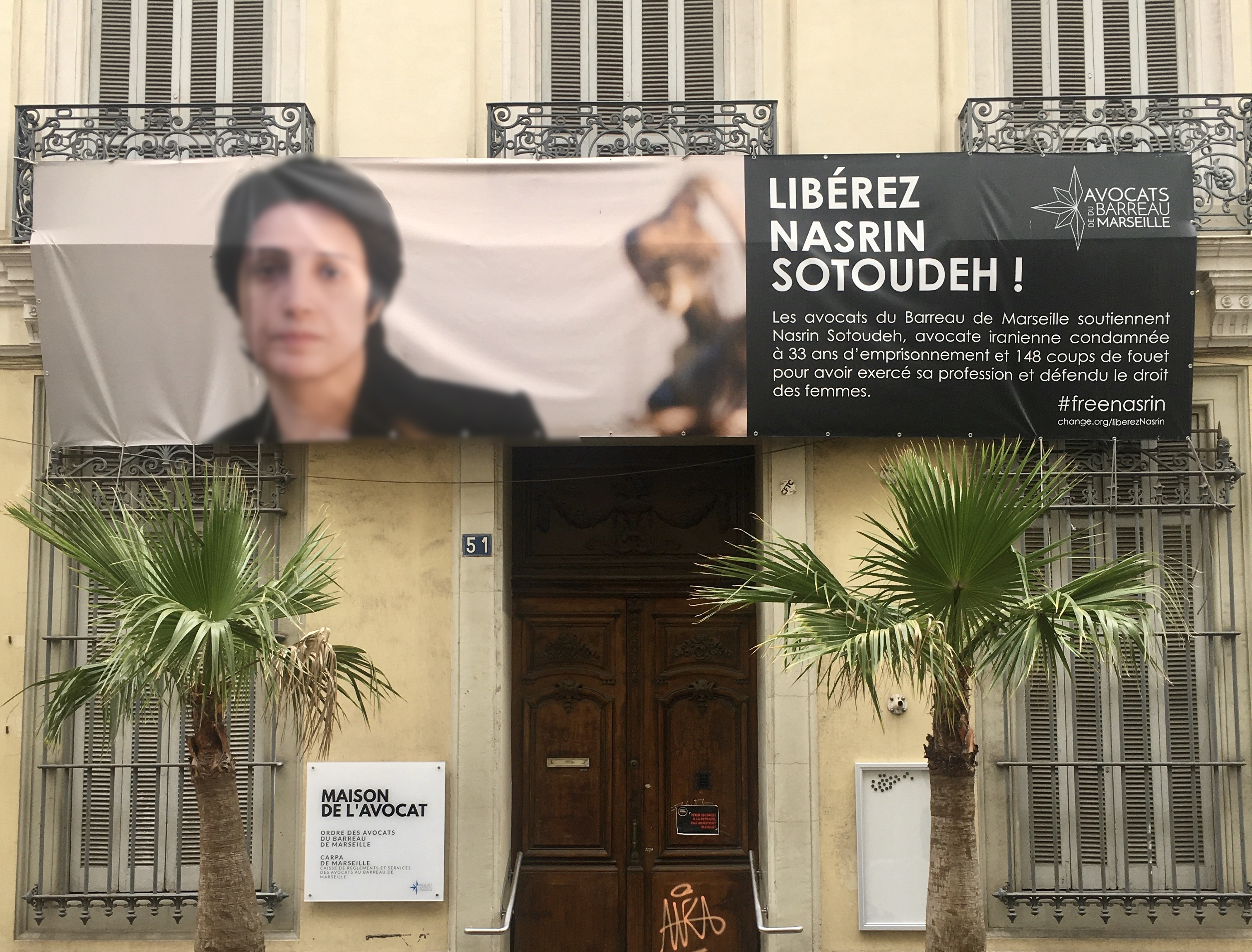
A Marseille en juillet 2020, bâche de soutien à Nasrin Sotoudeh, réclamant sa libération.

En 2017-2018, elle défend plusieurs jeunes filles iraniennes qui ont enlevé en public leur voile, et dénonce une clause de procédure pénale empêchant les personnes accusées d'infractions relevant de la sécurité nationale, de recourir à l'avocat de leur choix.
Elle est arrêtée par les autorités iraniennes le 13 juin 2018,, au nom d'une condamnation à 5 ans de prison dont ni elle ni son mari ne disent avoir eu connaissance. Nasrin Sotoudeh est condamnée le 11 mars 2019 à 33 ans de prison supplémentaires et à 148 coups de fouet pour « collusion en vue de nuire à la sécurité nationale », « acte de propagande contre l’Etat », « appartenance à un groupe illégal », diffusion de fausses informations, trouble à l’ordre public et pour être apparue sans voile en public et avoir encouragé la « corruption » et la « dépravation »,. Elle est détenue à Evin, la prison des prisonniers politiques, où elle partagerait sa cellule avec une quarantaine d’autres femmes, dont l’anthropologue franco iranienne Fariba Adelkhah.
La communauté internationale demande sa libération,,. Le 12 mars 2019, le Conseil national des barreaux lance une pétition à Emmanuel Macron qui recueille plus de 400 000 signatures et déploie une bâche de soutien à l'avocate, réclamant sa libération.
Elle est arrivée plusieurs fois à faire sortir des lettres de prison, par l'intermédiaire de son mari, Reza Khandan, lui-même condamné en janvier 2019 à six années de prison mais toujours libre. Elle y défend la cause des « bi-hedjab », les femmes qui refusent le voile.
Le 11 août 2020, après deux ans d'emprisonnement, elle commence une grève de la faim pour obtenir la libération des prisonniers politiques dans son pays,. Elle obtient une permission de sortie provisoire le 7 novembre,. Après moins d'un mois de "liberté" provisoire, Nasrin Sotoudeh est de nouveau emprisonnée le 2 décembre 2020, malgré son état de santé précaire. Elle retourne à la prison de Qarchak, après avoir été des années dans celle d'Evine,.
Son mari annonce qu'elle obtient de nouveau une sortie provisoire le 8 janvier 2021 en raison de complications cardiaques,.

## Nouvelles arrestations
Elle est de nouveau emprisonnée quelques jours plus tard, le 20 janvier 2021. Sa peine est ensuite suspendue pour raisons médicales. Elle est de nouveau arrêtée, avec brutalité, le 29 octobre 2023 lors des funérailles d'Armita Gravand,. Il lui est reproché de ne pas porter le voile et de « perturber la sécurité psychologique de la société. » Elle a entamé une grève de la faim. Cette nouvelle arrestation soulève la colère des ONG. Le Centre pour les Droits humains en Iran (CHRI) la dénonce. Amnesty international et PEN America appellent à la libération de l'avocate,, qui sort de prison après deux semaines de détention. 

## Distinctions
- 2011 Freedom to Write Award décerné par PEN International[44].
- Le 26 octobre 2012, le Parlement européen lui décerne, ainsi qu'à Jafar Panahi, son Prix Sakharov « pour la liberté de l'esprit » [45],[13],[46].
- Le 21 septembre 2018, le prix international des droits de l'homme Ludovic Trarieux, récompense annuelle remise à un avocat, lui a été décerné (prix encore non accepté)[47].
- Elle est lauréate du prix Nobel alternatif (Right Liveliwood Award) 2020 "pour son activisme sans crainte, au péril de sa vie, pour promouvoir les libertés politiques et les droits humains en Iran"[48].
- Elle est citée dans la liste des 100 personnalités les plus influentes du monde en 2021 par le magazine Time[49].
- Prix Simone Veil de la Région Île-de-France[50].
- Prix Robert-Badinter 2022[37].